# Ministerstvo životního prostředí Slovenské republiky

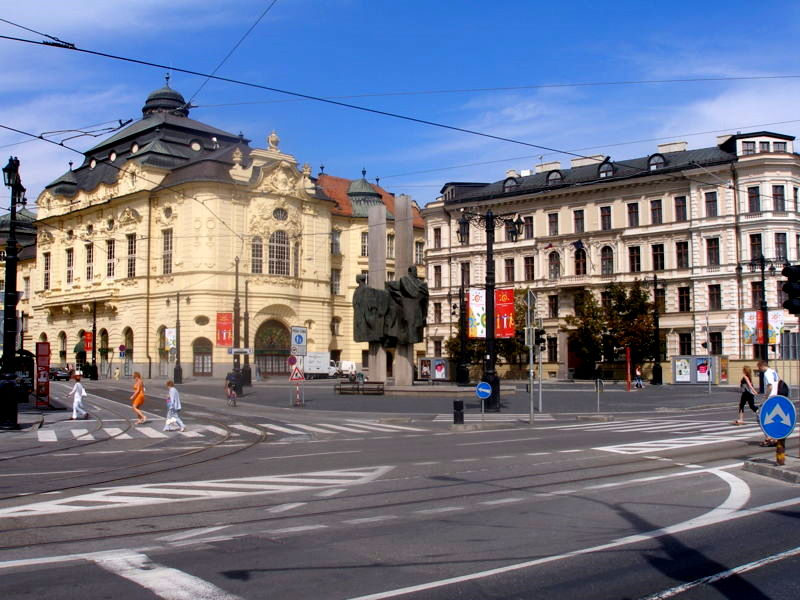
Reduta a sídlo ministerstva

Ministerstvo životního prostředí Slovenské republiky (slovensky Ministerstvo životného prostredia Slovenskej republiky) je ústředním orgánem státní správy Slovenska pro tvorbu a ochranu životního prostředí.
Ministerstvo bylo zřízeno zákonem č. 96/1990 Sbírky zákonů pod původním názvem Slovenská komise pro životní prostředí. Zákonem č. 453/1992 Sbírky zákonů bylo přejmenováno na současný název.

## Působnost ministerstva
- Ochrana přírody a krajiny,
- Vodní hospodářství, ochrana před povodněmi, ochrana jakosti a množství vod a jejich racionální využívání a rybářství s výjimkou akvakultury a mořského rybolovu,
- Ochrana ovzduší, ozónové vrstvy a klimatického systému Země,
- Ekologické aspekty územního plánování,
- Odpadové hospodářství,
- Posuzování vlivů na životní prostředí,
- Zajišťování jednotného informačního systému o životním prostředí a plošného monitoringu,
- Geologický výzkum a průzkum,
- Ochrana a regulace obchodu s ohroženými druhy volně žijících živočichů a planě rostoucích rostlin,
- Geneticky modifikované organismy.

## Ministr životního prostředí
Ministerstvo životního prostředí řídí a za jeho činnost odpovídá ministr životního prostředí, kterého jmenuje prezident Slovenska na návrh předsedy vlády Slovenska. Současným ministrem životního prostředí Slovenské republiky je od 25. října 2023 Tomáš Taraba.

## Státní tajemník ministerstva životního prostředí
Ministra životního prostředí v době jeho nepřítomnosti zastupuje v rozsahu jeho práv a povinností státní tajemník. Ministr jej může pověřit i v jiných případech, aby ho zastupoval v rozsahu jeho práv a povinností. Státní tajemník má při zastupování ministra na jednání vlády poradní hlas. Státního tajemníka jmenuje a odvolává vláda na návrh ministra životního prostředí.

## Historie
Ministerstvo životního prostředí bylo k 1. červenci 2010 zrušeno zákonem č. 37/2010 Zbierky zákonov, kterým se mění zákon č. 575/2001 Zbierky zákonov o organizaci činnosti vlády a organizaci ústřední státní správy, ve znění pozdějších předpisů. Agenda ministerstva byla přesunuta pod Ministerstvo zemědělství, životního prostředí a regionálního rozvoje Slovenské republiky, kterého název byl při této příležitosti změněn. Ke zrušení resp. spojení ministerstva mělo dojít v důsledku šetření státních výdajů, které plánovala vláda Roberta Fica.
Vláda Ivety Radičové rozhodla 21. července 2010 o jeho obnovení. Ministerstvo životního prostředí Slovenské republiky bylo znovu zřízeno k 1. listopadu 2010 zákonem č. 372/2010 Zbierky zákonov.